# Duha (Varšava)
Varšavská duha (polsky Tęcza) byla umělecká konstrukce vyobrazující duhu složenou z umělých květin. Za jejím postavením stála umělkyně Julita Wójcik. Umístěná byla na náměstí Spasitele (Plac Zbawiciela) v polském hlavním městě Varšavě v létě 2012. O údržbu se staral Institut Adama Mickiewicze. Podle médií bylo zaznamenáno několik pokusů o její zničení. Obvyklým důvodem byl odpor proti LGBT hnutí. Konstrukce byla trvale odstraněna v srpnu 2015.

## Historie
Stavba byla třetí v sérii podobných instalací. Všechny byly dílem Wójcikové. Druhá z nich stála u vchodu do Evropského parlamentu v Bruselu od 8. září 2011, kdy Polsko předsedalo Evropské unii. Varšavská duha byla založená na bruselské verzi a dopravena do Varšavy 8. června 2012. Za svůj projekt obdržela Wójciková cenu Paszport Polityki. Pravým účelem duhy bylo evokovat pozitivní náladu spojenou s pestrými barvami, jako je láska, mír a naděje. Mělo se jednat o univerzální apolitický symbol. Pravicoví extremisté, nacionalisté a katolické skupiny si ji však spojovali s duhovou vlajkou, která je symbolem hnutí za práva LGBT.
V noci z 26. na 27. srpna 2015 byla konstrukce definitivně demontována.

## Vandalismus a kontroverze
Vzhledem k tomu, že je duha všeobecně dávána do souvislosti s hnutím za práva sexuálních menšin, vyvolalo její umístění na varšavském náměstí Spasitele značnou vlnu kontroverze. Instalace byla do listopadu 2013 celkem pětkrát zničena. Obvyklou metodou použitou vandaly bylo žhářství. K prvnímu útoku došlo 13. září 2012; dále 1. ledna 2013 (pyrotechniky vyhodnoceno jako nešťastná náhoda); znovu o tři dny později 4. ledna; v červenci 2013 a ještě jednou u příležitosti oslav Dne polské nezávislosti 11. listopadu 2013. K incidentu v listopadu 2013 došlo na pozadí potyčky pravicových extremistů s policisty. Ti měli ten den na svědomí více případů vandalismu, včetně útoku na Velvyslanectví Ruské federace.

## Fotogalerie

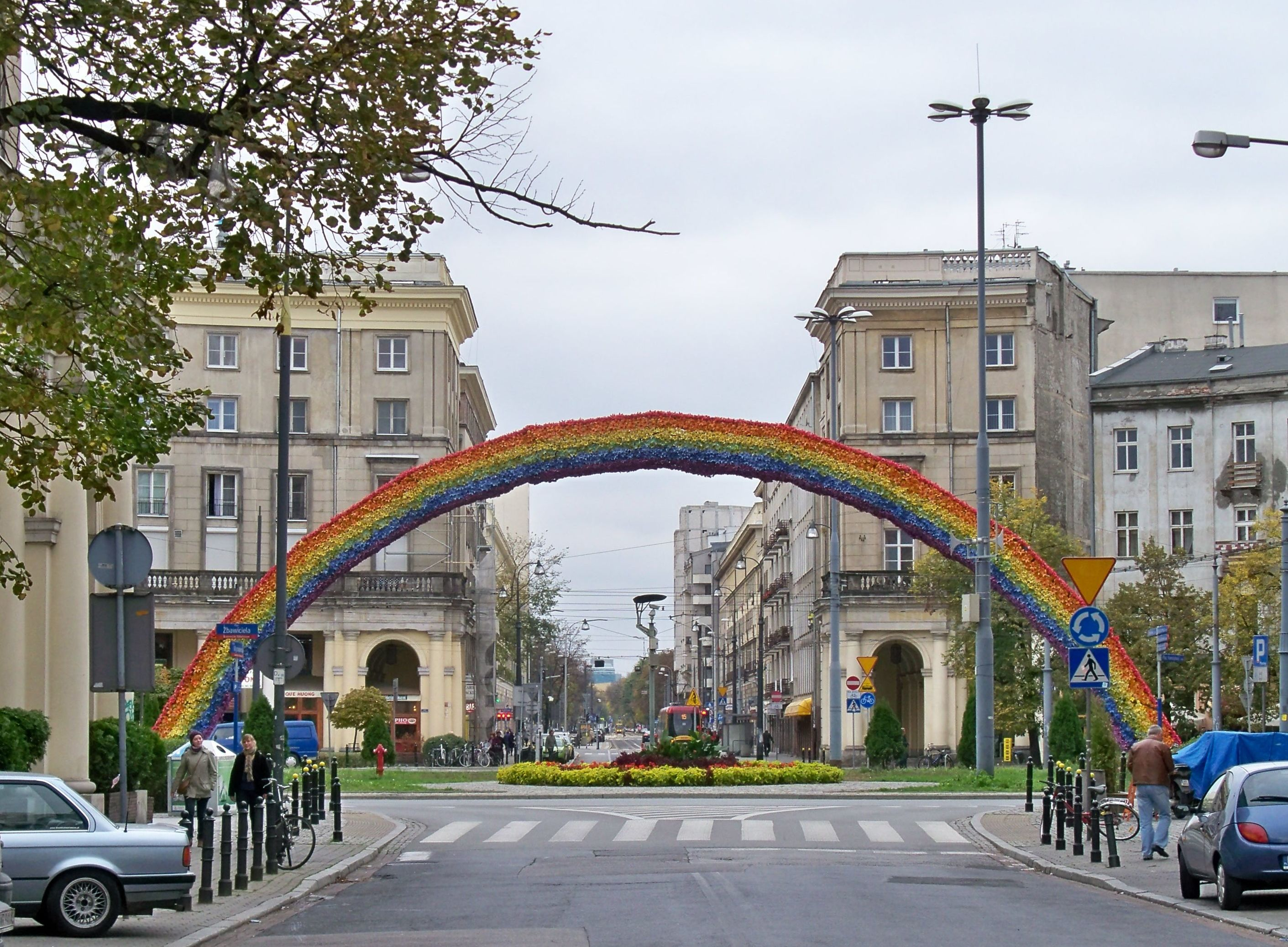
Duha, plně zrekonstruována, říjen 2012
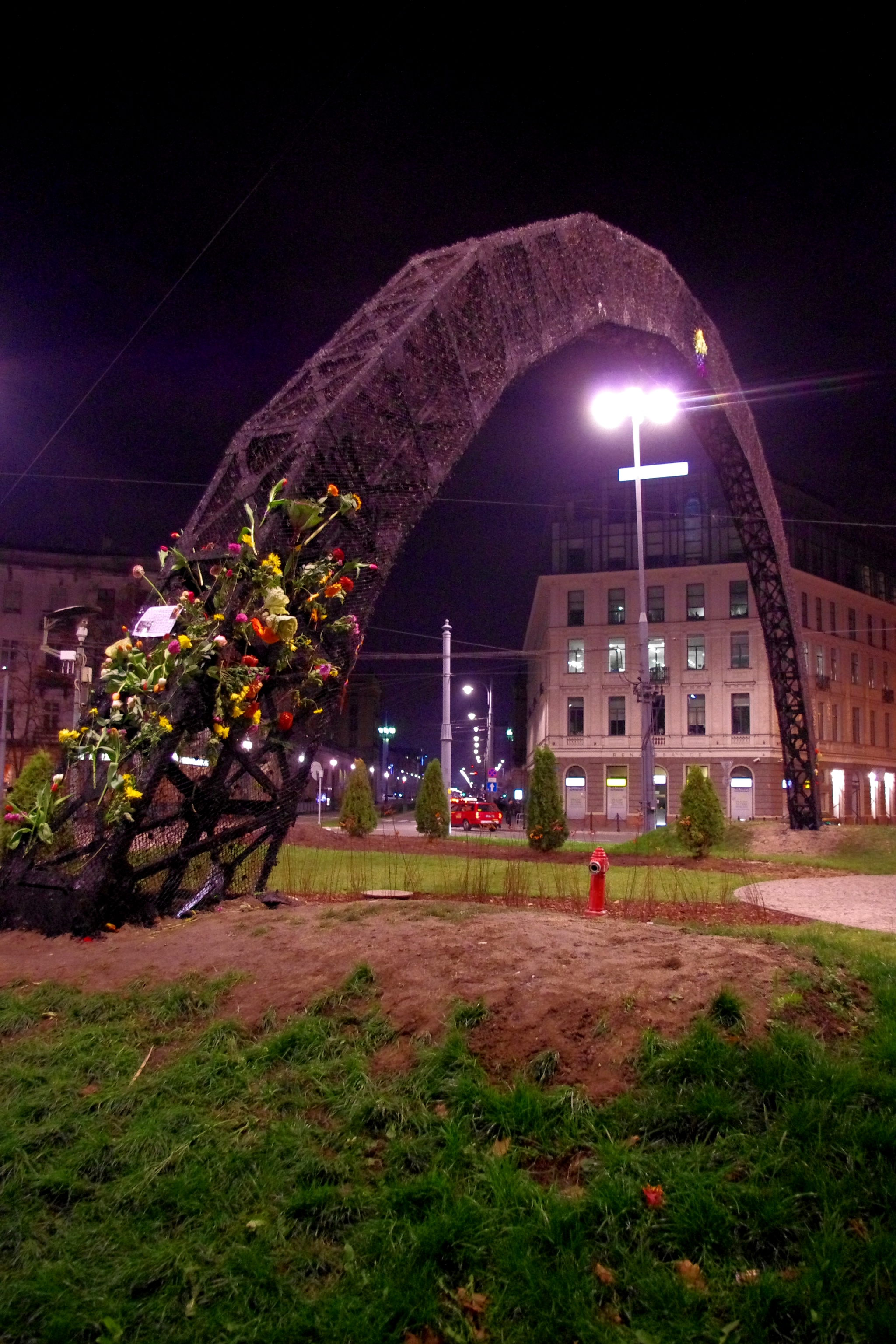
Poškozená duha v listopadu 2012 s několika dobrovolnými dekoracemi
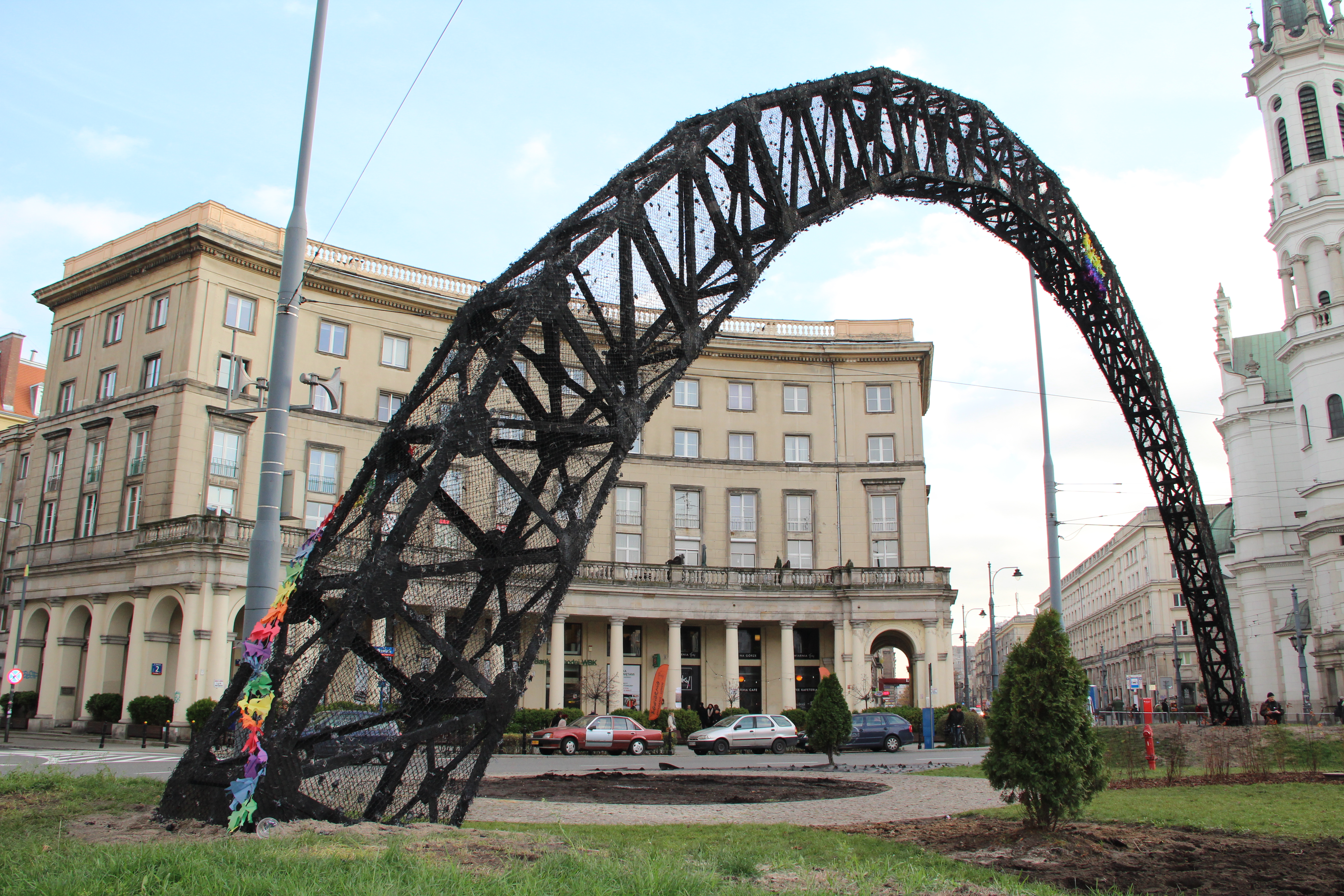
Duha po útoku v listopadu 2013